# Desert Eagle Observatory
Desert Eagle Observatory ist eine private Sternwarte in der Nähe von Benson, Arizona. Sie trägt die IAU-Nummer 333.
Die Beobachtungsstelle wird vom Astronomen William Kwong Yu Yeung (kurz: Bill Yeung) betrieben. Bis heute wurden durch die Sternwarte 1732 neue Asteroiden und ein Komet (172P / Yeung) registriert. Das 2002 entdeckte Objekt J002E3 überraschte die Astronomen, da es sich in einem Orbit um die Erde zu befinden schien. Yeung hielt dieses Objext zuerst für einen Asteroiden, momentan wird aber vermutet, dass es sich um die dritte Stufe (S-IVB) der bei der Apollo-12-Mission verwendeten Saturn-V-Rakete (Seriennummer S-IVB-507) handelt.
Zu den am Desert Eagle Obersevatory entdeckten Asteroiden gehören (32605) Lucy, (64291) Anglee, (95247) Schalansky und (151997) Bauhinia.